# 杭州圣母无原罪主教座堂
30°16′11″N 120°09′45″E / 30.269846°N 120.16259°E
杭州圣母无原罪主教座堂是位于中国杭州市中心天水街道中山北路415号（临近武林广场）的一座历史悠久的天主教教堂，天主教杭州教区的主教座堂。

## 历史
明万历年间，工部员外郎、杭州籍人士李之藻在北京皈依天主教，并由利玛窦施行洗礼。万历三十九年（1611年），李之藻因父亲去世回乡守孝，经过南京时带上意大利耶稣会士郭居静、金尼阁二神父，他们在杭州李之藻的家中举行了第一台弥撒，这一天（5月8日）被称为杭州天主教开教日。杨廷筠是在杭州最早的皈依者之一，曾任监察御史，原是佛教徒，信仰天主教后立刻撤下了家中供奉的佛像。1616年，在南京教难期间，许多天主教徒逃往杭州，在李之藻和杨廷筠的家中避难。1627年（天启七年），弥额尔（杨廷筠）出资在武林门内的观巷购地建造杭州第一座天主教堂（今教堂略西处）。李之藻、杨廷筠与徐光启同被称为中国天主教三大柱石，扶持天主教最为热心，使得杭州成为明末天主教传教中心之一。
1659年（顺治十六年），	耶穌會葡萄牙傳教士陽瑪諾神父在杭州去世。他在钱塘门内所建的另一座教堂与八旗驻防城毗邻，教友进出颇感不便。于是意大利传教士卫匡国在浙江巡抚佟国器的支持下，将观巷教堂移至下仓桥街今址，建造了一座金碧辉煌的大教堂，设有三个祭台，命名为圣母无原罪堂。1661年投入使用时尚未竣工。卫匡国神父在这一年病故。
1723年，清朝雍正皇帝下令禁止天主教传播，教堂被改为祠堂。1730年，浙江总督李卫凿掉康熙题写的“敕建”二字，将教堂改为天后宫，并撰文《杭州天主堂改为天后宫碑记》立碑，镶嵌于教堂墙壁。
1862年，太平军占用了已改为天后宫的教堂。1864年，浙江代牧田嘉璧（Souris Gabriel delaplace）主教收回了教堂。
1910年，浙江代牧区划分为浙东、浙西两个代牧区，浙西代牧区首任主教田法服（Bishop Paul-Albert Faveau, C.M.）将主教座堂设于进驻杭州圣母无原罪堂。

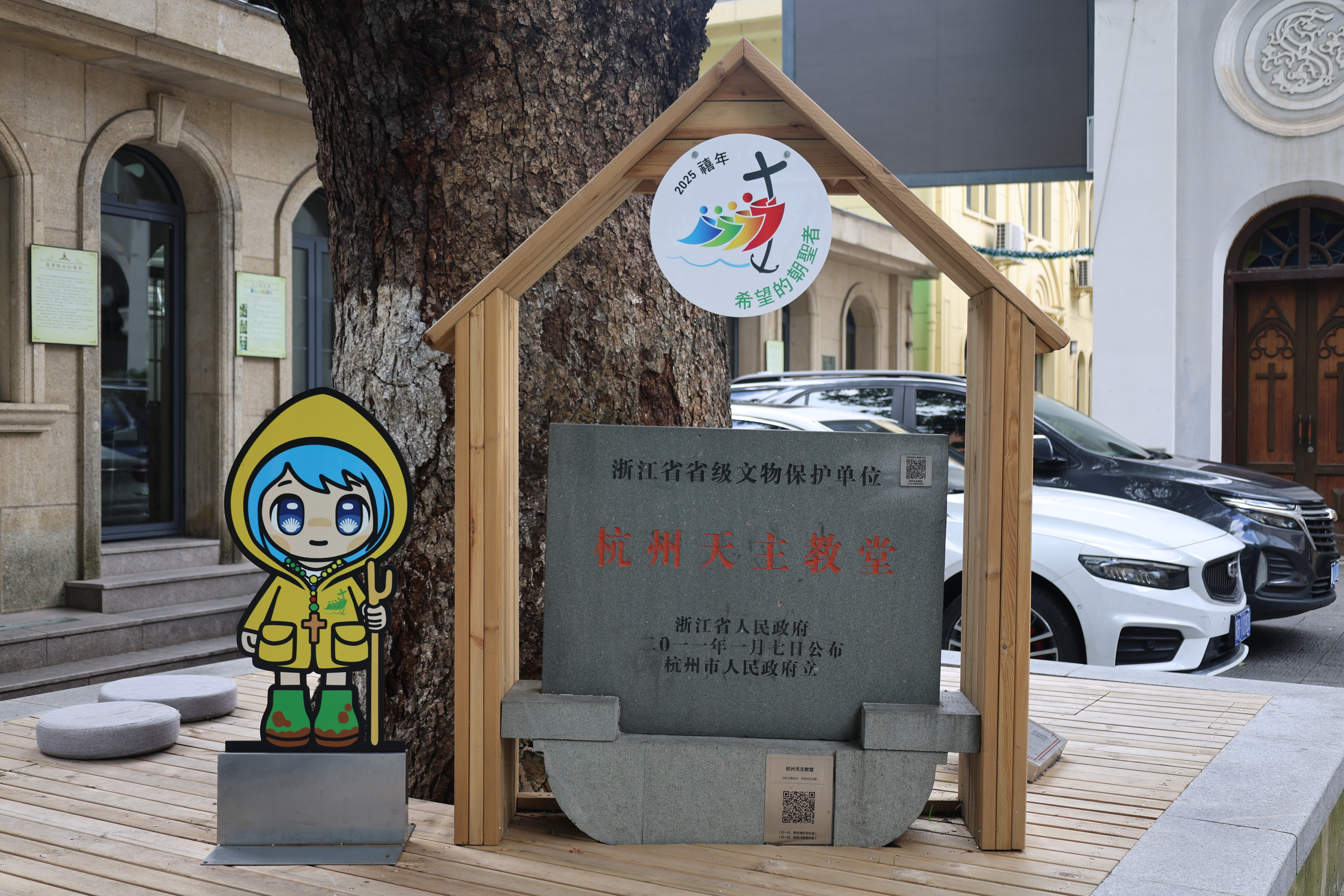
杭州天主堂文保碑与吉祥物Luce

1958年，杭州市天主教爱国会自选自圣了吴国焕神父为杭州教区主教。
1966年文革期间，教堂被关闭，被“社会治安指挥部”占用。
1982年，杭州天主堂归还教会，12月12日，杭州圣母无原罪大堂举行复堂庆祝大礼弥撒。1992年，杭州天主堂列为杭州市文物保护单位。2011年1月，升格为浙江省文物保护单位。

## 弥撒
每周日早晨举行中文弥撒，周六晚举行英文弥撒。该教堂拥有2个唱诗班。